# Andreas Resch
Andreas Resch (Collepietra, 29 ottobre 1934) è un teologo e psicologo italiano di lingua tedesca, studioso dei fenomeni paranormali.

## Biografia
Entrato nell'Ordine dei Redentoristi nel 1955, viene ordinato sacerdote nel 1961, e due anni più tardi, nel 1963, consegue il dottorato in teologia all'università di Graz. In seguito studia psicologia e filosofia alle università di Friburgo in Brisgovia e a quella di Innsbruck, dove si  laurea nel 1967.
Dal 1969 al 2000 è stato docente di psicologia clinica all'Accademia alfonsiana di Roma. Dal 1965 è membro della confraternita dell'università Leopoldina di Innsbruck.
Nel 1974 fonda una casa editrice la Resch-Verlag, e ad Innsbruck, città dove risiede abitualmente da molti anni, ha fondato l'Istituto per le Zone Frontiere della Scienza, del quale è stato direttore, è stato segretario generale di Imago Mundi, società cattolica austriaca di parapsicologia. Inoltre, nella città austriaca vi organizza vari congressi relativi ai suoi studi, conosciuti a livello internazionale.
Nel 1998 e nel 2005 ha intrapreso lo studio sulle apparizioni della Madonna di Međugorje, sulle quali ha pubblicato assieme a Giorgio Gagliardi, nel 2000, il libro I veggenti di Medjugorje: ricerca psicofisiologica 1998, edito da Resch.
Resch è stato autore di numerose pubblicazioni inerenti alla psicologia e alla parapsicologia, tutte in tedesco.